# فرخنده یقه‌زرین
فرخنده یقه‌زرین (نام علمی: Iridosornis jelskii) گونه‌ای از پرندگان تیرهٔ فرخندگان (Thraupidae) است که در بولیوی و پرو یافت می‌شود. زیستگاه طبیعی آن جنگل‌های کوهستانی نمناک نیمه‌گرمسیری یا گرمسیری است.